# Droga pod Reglami (Karkonosze)
Droga pod Reglami (niem. Leiterweg w części zachodniej i Gendarmplatzweg w części wschodniej) – dawna droga w Karkonoszach, w obrębie Karkonoskiego Padołu Śródgórskiego, biegnąca ze Szklarskiej Poręby do Przesieki i służąca jako połączenie miejscowości wczasowych: Szklarskiej Poręby, Jagniątkowa i Przesieki. Dziś droga leśna, z krótkimi odcinkami dopuszczonymi do ruchu kołowego.
Długość Drogi pod Reglami wynosi 12,5 km, przebiega na wysokości około 530–680 m n.p.m.
Nazwę wprowadzono po 1945 roku na podobieństwo Drogi pod Reglami w Tatrach.